# Calzadilla de Tera
Calzadilla de Tera est une commune espagnole de la province de Zamora dans la communauté autonome de Castille-et-León.